# 高山恒雄
高山 恒雄（たかやま つねお、1902年（明治35年）3月20日 - 1984年（昭和59年）6月8日）は、昭和期の労働運動家、政治家。参議院議員（2期）。

## 経歴
宮崎県東諸県郡木脇村（現国富町）で生まれる。1917年（大正6年）木脇尋常高等小学校を卒業した。
大日本紡績（現ユニチカ）に入社。ニチボー（大日本紡績を改称）岐阜支部労働組合支部長を経て、ニチボー単一労働組合を結成して初代組合長に就任し、9期在任した。その他、全国繊維産業労働組合同盟（のちゼンセン同盟）副会長（14期）、同会長、同顧問、繊維工業設備調整審議会委員、社会保険診療報酬支払基金理事などを務めた。
1962年（昭和37年）7月の第6回参議院議員通常選挙に全国区から民主社会党（民社党）公認で出馬して初当選。1968年（昭和43年）7月の第8回通常選挙でも再選され、参議院議員に2期在任した。この間、民社党参議院議員会長（9期）、同繊維産業特別対策委員長、同岐阜県連会長などを務めた。
1972年（昭和47年）秋の叙勲で勲二等瑞宝章受章。
1981年（昭和56年）に民社党岐阜県連顧問となった。
1984年（昭和59年）6月8日死去、82歳。死没日をもって従四位に叙される。

## 著作
- 『時に燃えて：高山恒雄自叙伝』中部パブリシティ・センター、1979年。